# Дхара
Дхара (Dharâ — «опора») — в индийской мифологии одно из ведийских светлых божеств из свиты Индры, один из восьми светлых дэвов-васу (васудев). Олицетворяет Землю, как держащую на себе всё существующее.